# コウシン
株式会社コウシン（英: Kohshin Inc.）は、テレビ、舞台、イベント、コンサートの電飾・イルミネーション設営を事業する日本の企業。

## 概要
2024年1月10日、元・株式会社興進電化に所属の社員が新しい会社を設立。
設立後は、1969年1月に創立の『株式会社興進電化』は、2024年2月26日、売り上げ不振による資金操り悪化を招き、経営不振のため東京地方裁判所により破産手続き決定を受ける。

## 事業拠点
- 本社（the SOHO）
- 倉庫（山九東京支店お台場流通センター内）

## 所属スタッフ
- 石井 誠（代表者）
- 中園 誠四郎
- 菅田 重樹

## 主な実績

### テレビ番組
（凡例）太字：現在放映中また継続中（特番の場合）の番組・これから放映される番組。

#### フジテレビ / FNN・FNS系列
ニュース／報道
レギュラー

情報／ワイドショー
レギュラー
- めざまし8
- Mr.サンデー

バラエティ／クイズ／トーク
レギュラー
- ぽかぽか
- 今夜はナゾトレ
- ワイドナショー
- この世界は1ダフル

単発／スペシャル
- FNS27時間テレビ 日本一たのしい学園祭!（2024年7月20日 - 21日）
- お笑いオムニバスGP2025（2025年1月2日）

音楽
レギュラー
- ミュージックフェア

単発／スペシャル
- 堂本兄弟2024（2024年12月30日）

ドラマ
連続

単発／スペシャル
- 土曜プレミアム 心はロンリー気持ちは「…」FINAL（4月27日）

### WEBコンテンツ（WEB放送局、動画配信）
太字：現在、配信またはアーカイブ配信中の番組。